# 1813 en Lorraine
Chronologie de la Lorraine
- 1809
- 1810
- 1811
- 1812
- 1813
- 1814
- 1815
- 1816
- 1817

Cette page est une liste d'événements qui se sont produits durant l'année 1813 en Lorraine.

## Événements

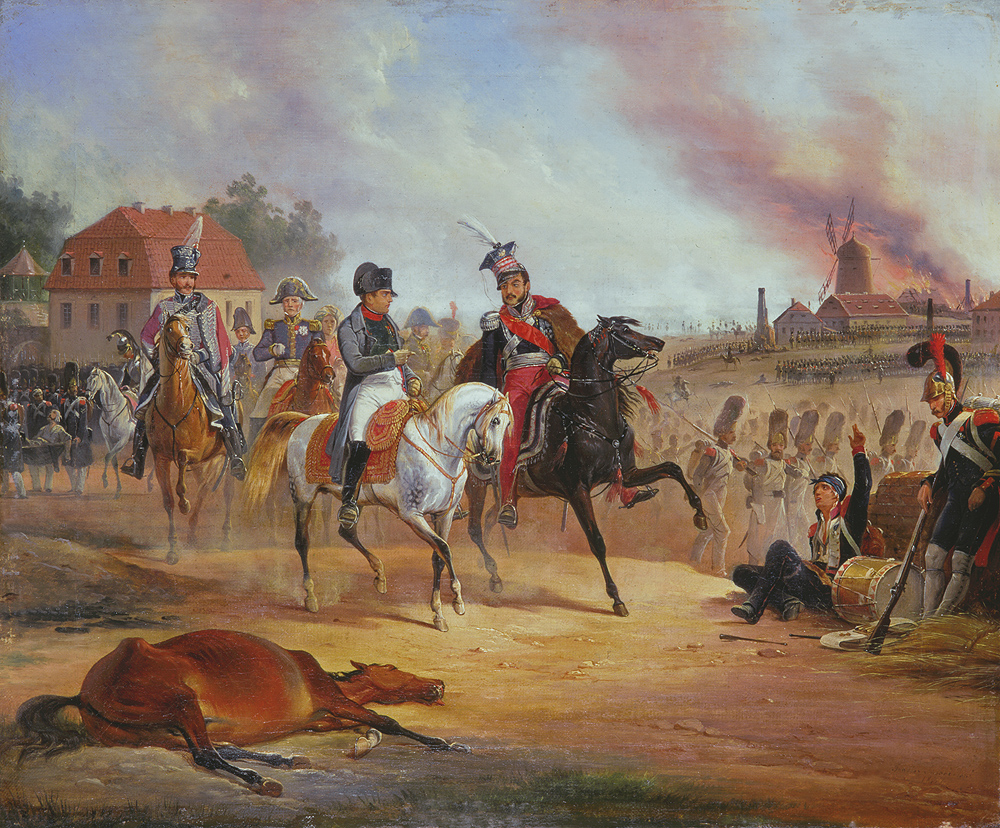
Napoléon et Poniatowski à Leipzig par January Suchodolski.

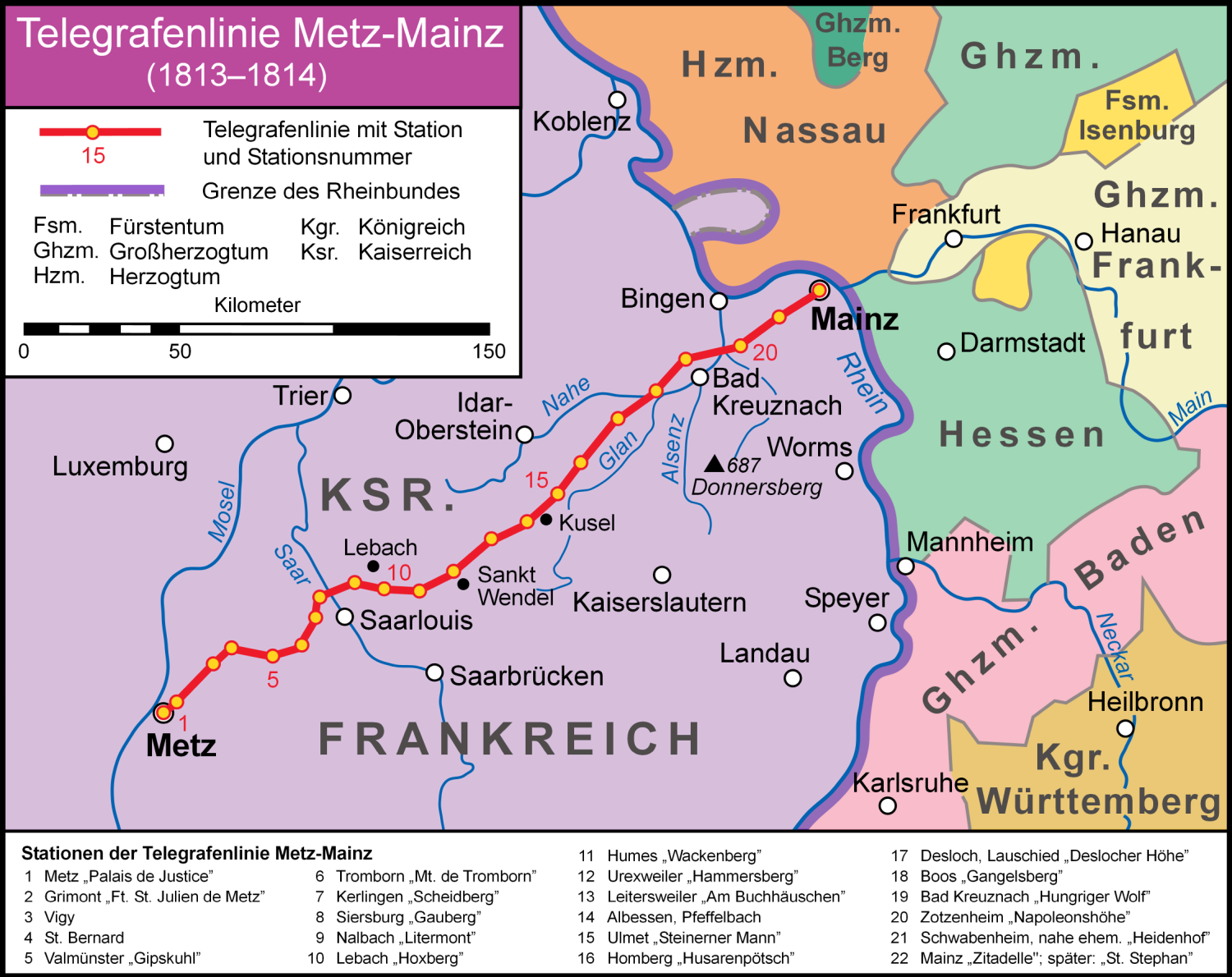

- Après avoir reconstitué une armée, Napoléon repart au combat. C'est une déroute. La crainte de l'invasion est forte en Lorraine et les places fortes se préparent à subir des assauts[1].
- L'archiduchesse Marie-Louise visite la Lorraine [2].

- Mai : la ligne de télégraphe aérien Metz–Mayence est mise en service. Elle sert à peine plus de sept mois.

## Naissances
- 19 avril à Bitche : Alexandre Charles Surell, mort le 11 janvier 1887 à Versailles, ingénieur français.
- 21 juin à Bar-le-Duc : Pierre Michaux, mort le 9 janvier 1883 à Paris Bicêtre[3], artisan serrurier français. Il développa la fabrication des vélocipèdes à pédales en 1867. Cet artisan occupe, avec son fils Ernest, une place unique dans l'histoire du cycle car depuis 1892 on leur attribua, sans aucun document factuel à l'appui, l'invention du vélocipède à pédales, de la pédale, voir de la motocyclette.
- 13 juillet à Lixheim : Lazare Isidor, décédé le 16 septembre 1888 à Montmorency), grand-rabbin de France de 1867 à sa mort.
- 15 octobre à Bouzonville : Jean-Baptiste Stoltz, facteur d'orgues français, mort dans le 7e arrondissement de Paris le 1er mars 1874[4].

## Décès

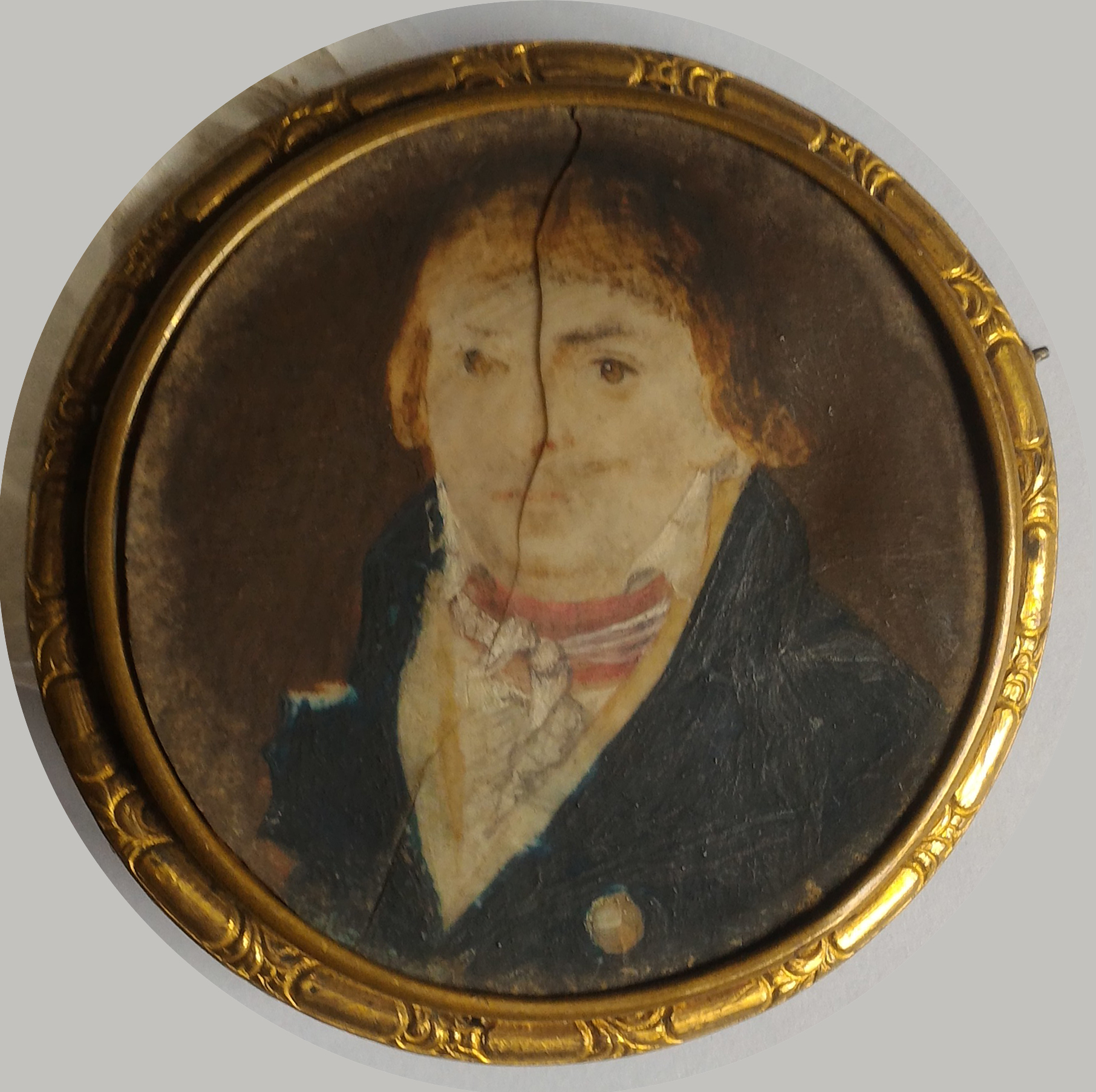
Jacques-Pierre Soyez

- 6 janvier : Christian Noël de Zimmerman dit Emmanuel, né le 3 avril 1730 à Toul (Meurthe-et-Moselle), général français de la Révolution et de l’Empire.
- 10 mars à Stenay : François Henri d’Elbée de la Sablonniere, né le 9 février 1730 à Sonchamp (Yvelines), général de la révolution française.
- 28 mars à Verdun : Jacques Pierre Soyez, baron de Beauchesne (Beauchêne), né le 1er avril 1765 à Lisieux (Calvados), militaire français de la Révolution et de l’Empire.
- 11 avril à Metz : Jean Melchior Goullet de Rugy (né en 1727), général français. Maréchal de camp de l'artillerie et chevalier de Saint-Louis, il fut commandant en chef du corps des mineurs de l'artillerie française sous le règne du roi Louis XVI[5].
- 1 juin à Commercy : Jean-Baptiste Aubry (né à Saint-Aubin-sur-Aire le 17 avril 1736), ecclésiastique, fut député du clergé aux États généraux de 1789 puis évêque constitutionnel de la Meuse de 1791 à 1801.
- 17 juin à Remiremont : Nicolas François Joseph Richard d'Aboncourt, homme politique français né le 14 août 1753 à Remiremont.
- 30 novembre à Nancy : Honoré Jean Riouffe, né le 1er avril 1764 à Rouen , homme politique français.
- 16 décembre à Metz : Louis Chrétien Carrière, baron de Beaumont, né le 14 avril 1771, à Malplacey près de Brouchy (Somme), général français de la Révolution et de l’Empire.
- 18 décembre à Pont-à-Mousson : Charles, Alexandre, Hubert Charvet de Blenod, né le 3 avril 1760 à Nancy, haut fonctionnaire français, premier préfet de l'histoire des Pyrénées-Orientales.